# Dualismus (Politik)
Als Dualismus bezeichnet man es in der Politik und im Staatsrecht, wenn sich zwei voneinander unabhängige Kräfte die Macht im Staat teilen. Das Gegenteil ist der staatspolitische Monismus, in dem nur eine Kraft die Macht hat, beispielsweise der König in einer absoluten Monarchie. Der Dualismus hingegen gilt als ein Element oder eine Form der Gewaltenteilung. Der Dualismus kann im Staatsrecht, etwa in einer Verfassung, verankert sein, er kann sich aber auch aus der tatsächlichen Machtverteilung im Staat ergeben.

## Konstitutionelle Monarchie
In einer konstitutionellen Monarchie besteht zwar das monarchische Prinzip, demzufolge der Monarch die Staatsgewalt innehat. Sie ist aber beschränkt, der Monarch muss sich an die Verfassung halten und teilweise mit einer Volksvertretung (Parlament) zusammenarbeiten. Die Volksvertretung selbst existiert aufgrund der Bestimmungen in der Verfassung. „Zusammensetzung und Willensbildung“ der Volksvertretung aber sind „nicht von der monarchischen Gewalt abgeleitet“, sondern lassen sich nur „auf den Volksakt der Wahl“ zurückführen, schreibt Dieter Grimm.
Historisch war es vor allem die Gesetzgebung, in der sich der Dualismus von Monarch und Volksvertretung zeigte. In den meisten Systemen kam ein Gesetz nur zustande, wenn sowohl der Monarch als auch die Volksvertretung ihm zustimmten. Je nach System, je nach historischer Situation gelang es eher der einen oder der anderen Seite, sich durchzusetzen. Eine eigentliche Lösung für den dualistischen Konflikt kannte das Konzept der konstitutionellen Monarchie nicht: Zwar konnte der Monarch eine Volksvertretung neu wählen lassen, es bestand aber die Gefahr, dass die Wahlbürger immer noch eine Volksvertretung wählten, die eine andere Meinung als der Monarch hatte. Die Volksvertretung ohne Neuwahl aufzulösen wäre ein Verfassungsbruch gewesen. Umgekehrt hatte die Volksvertretung in der Regel nicht das Recht, den Monarchen abzusetzen.
In Deutschland blieb die konstitutionelle Monarchie eine instabile Zwischenlösung (zwischen der Zeit des Absolutismus um 1800 und dem Ende der Monarchien 1918). Der Dualismus führte zur Blockierung des politischen Systems; Robert Mohl meinte 1852, dieser Schwäche könne nur durch Korruption oder die Herrschaft der Parlamentsmehrheit überwunden werden. Das Parlament erhielt über das Budgetrecht immer mehr parlamentarische Kontrolle, die strafrechtliche wurde von der politischen Ministerverantwortlichkeit abgelöst. Der Monarch hatte keine eigene religiös oder funktional begründete Legitimität mehr; viele Monarchien waren überhaupt erst in der Zeit Napoleons zustande gekommen.

## Beispiel Niederlande

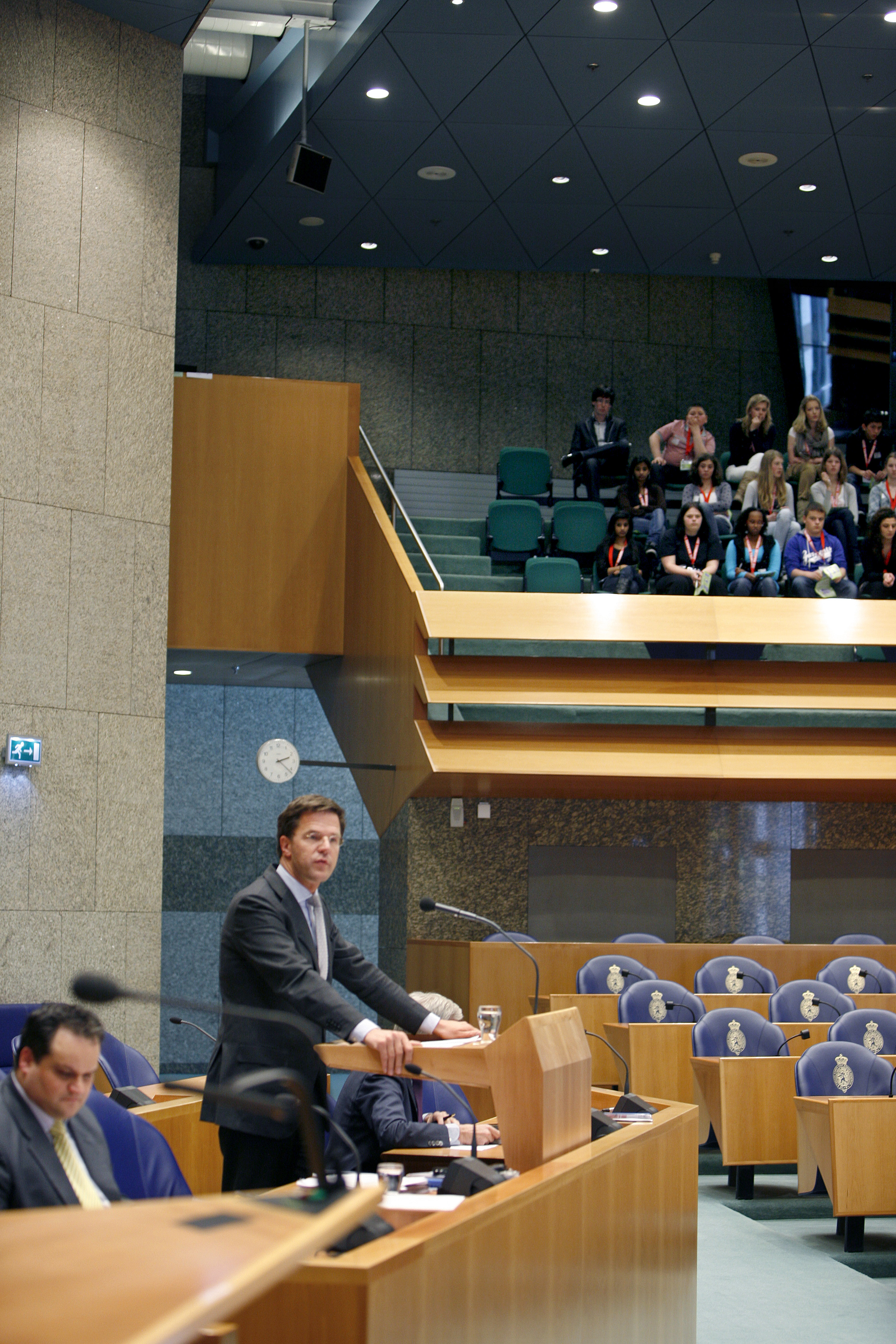
Ministerpräsident Mark Rutte in der Zweiten Kammer des Parlaments. In den Niederlanden darf ein Minister dem Parlament nicht angehören.

In den Niederlanden ist der Dualismus noch heute ein offizielles Prinzip der konstitutionellen Monarchie. Ursprünglich meinte man damit den Gegensatz zwischen der monarchischen Regierung und der Volksvertretung. Letztere hat sich längst als eigentliches Machtorgan durchgesetzt, und auch wenn formell der König die Minister ernennt und entlässt, so tritt eine Regierung zurück, wenn sie das Vertrauen der Volksvertretung verloren hat.
Wer in der politischen Debatte mehr Dualismus fordert, möchte, dass die Volksvertretung als Ganze (und nicht nur die Oppositionsfraktionen) sich der Regierung mehr entgegenstellt. Für die kommunale Ebene gibt es außerdem ein Gesetz zur Dualisierung, darin ist geregelt, dass Mitglieder der Gemeinderegierung nicht mehr gleichzeitig dem Gemeinderat angehören dürfen. Da aber der Gemeinderat nach wie vor die wethouders (die Beigeordneten) in der Gemeinderegierung wählt, ist der Zusammenhalt zwischen wethoder und „seiner“ Fraktion immer noch stark.

## Republik
In einer Republik gibt es keinen Monarchen und damit kein monarchisches Prinzip. Es gilt die Volkssouveränität, wie sie in den deutschen Verfassungen von 1919 und 1949 festgelegt ist: Alle Macht geht vom Volke aus. In der Bundesrepublik Deutschland wird die Regierung von der Volksvertretung gewählt, insofern kann man mit Dualismus höchstens den Unterschied zwischen Regierung (samt den sie unterstützenden Fraktionen in der Volksvertretung) und Opposition meinen.
Im präsidentiellen oder semipräsidentiellen Regierungssystem hingegen besteht durchaus ein Dualismus zwischen Regierung und Volksvertretung insofern, als die Regierung direkt vom Volk gewählt wird, oder von einem Präsidenten eingesetzt, der direkt vom Volk gewählt wird. Die Volksvertretung kann die Regierung nicht oder nur unter außergewöhnlichen Umständen absetzen. Beide Seiten müssen zusammenarbeiten.

## Belege
1. ↑  Dieter Grimm: Deutsche Verfassungsgeschichte 1776-1866. Vom Beginn des modernen Verfassungsstaats bis zur Auflösung des Deutschen Bundes. Suhrkamp, Frankfurt am Main 1988, S. 140.
2. ↑  Wolfgang Reinhard: Geschichte der Staatsgewalt. Eine vergleichende Verfassungsgeschichte Europas von den Anfängen bis zur Gegenwart. 3. Auflage, C. H. Beck, München 2002 (1999), S. 429/430.